# Gmina Lukovica
Lukovica – gmina w Słowenii. W 2002 roku liczyła 4 972 mieszkańców.

## Miejscowości
Miejscowości wchodzące w skład gminy Lukovica:

- Blagovica
- Brdo pri Lukovici
- Brezovica pri Zlatem Polju
- Bršlenovica
- Dupeljne
- Čeplje
- Češnjice
- Gabrje pod Špilkom
- Golčaj
- Gorenje
- Gradišče pri Lukovici
- Hribi
- Imovica
- Javorje pri Blagovici
- Jelša
- Kompolje
- Koreno
- Korpe
- Krajno Brdo
- Krašnja
- Lipa
- Log
- Lukovica pri Domžalah – siedziba gminy
- Mala Lašna
- Mali Jelnik
- Obrše
- Podgora pri Zlatem Polju
- Podmilj
- Podsmrečje
- Poljane nad Blagovico
- Preserje pri Lukovici
- Preserje pri Zlatem Polju
- Prevalje
- Prevoje pri Šentvidu
- Prevoje
- Prilesje
- Prvine
- Rafolče
- Selce
- Šentožbolt
- Spodnje Koseze
- Spodnje Loke
- Spodnje Prapreče
- Spodnji Petelinjek
- Straža
- Suša
- Šentvid pri Lukovici
- Trnjava
- Trnovče
- Trojane
- Učak
- V Zideh
- Veliki Jelnik
- Videm pri Lukovici
- Vošce
- Vranke
- Vrba
- Vrh nad Krašnjo
- Vrhovlje
- Zavrh pri Trojanah
- Zgornje Loke
- Zgornje Prapreče
- Zgornji Petelinjek
- Zlatenek
- Zlato Polje
- Žirovše